# اساسنامه شرکت

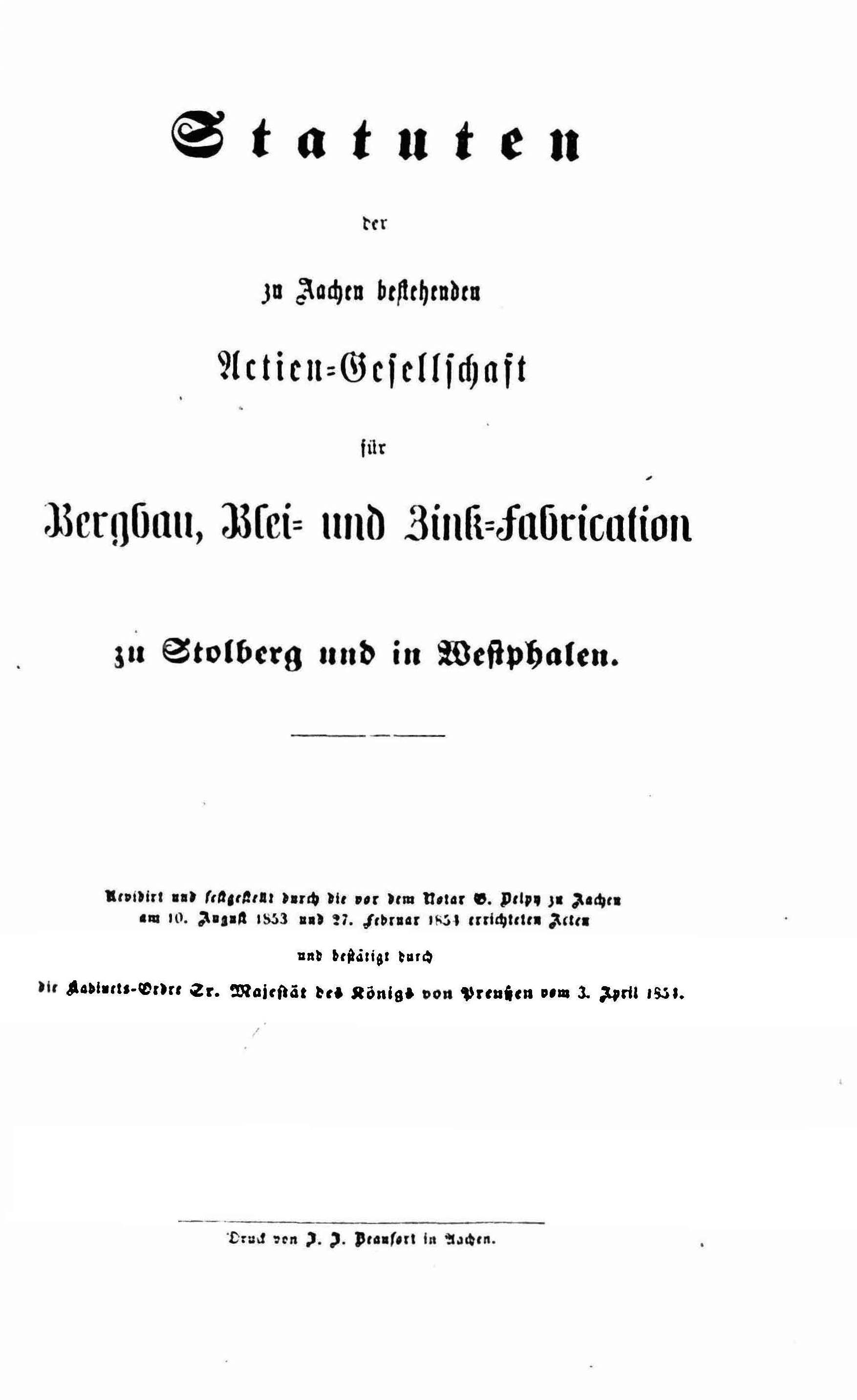
اساسنامه شرکت

اساسنامه شرکت، در راهبری شرکتی، سندی است که همراه با شرکت نامه (در مواردی که این شرکت نامه وجود دارد) سیاست‌گذاری شرکت را تشکیل می‌دهد. در اساسنامه سهم شریکان، مسئولیت‌های مدیران، نوع کسب و کاری که باید انجام شود، نحوه نظارت سهامداران بر هیئت مدیره و به‌طور کلی قوانین و ارتباطات داخلی شرکتی را تعیین می‌شود.

## تعاریف
اساسنامه در اصطلاح قانون به مجموعه ای از مقررات و دستورالعمل‌ها و تصمیمات-تعهدات و موافقت‌هایی اطلاق می‌شود که وفق قانون بازرگانی تنظیم و طی انجام تشریفات قانون یا آراء تعدادی از اعضاء مصرحه در قانون به تصویب عالی‌ترین تشکل سهامداران شرکت یعنی مجمع عمومی رسیده باشد و پس از تصویب کلیه اعضاء مکلف به رعایت آن خواهند بود.
همچنین در تعریف دیگر، اساسنامه عبارت از نظام‌نامه ای است که به موجب آن مقررات داخلی بین شرکت و اعضا و حقوق صاحبان سهام در مقابل شرکت و تعهدات آن در برابر صاحبان سهام، همین‌طور حدود اختیارات مدیران و غیره، موافق قوانین و مقررات تعیین می‌شود. جرح و تعدیل اساسنامه به وسیله مجمع عمومی عادی نیز با رعایت قانون معتبر است.
اساسنامه شرکت یک تعهد قراردادی مشارکتی بین شرکا شرکت می‌باشد و امضاء و تصویب آن به منزله تأیید قرارداد داخلی بین شرکا می‌باشد. در ماده ۸ لایحه اصلاحی قانون تجارت، طرح اساسنامه باید با قید تاریخ به امضاء مؤسسان رسیده و مشتمل برمطالب زیر باشد:
- نام شرکت
- موضوع شرکت به‌طور صریح و منجز
- مدت شرکت
- مرکز اصلی شرکت و محل شعب آن، اگر تأسیس شعبه مورد نظر باشد.
- مبلغ سرمایه شرکت و تعیین مقدار نقد و غیرنقد آن به تفکیک
- تعداد سهامی بی‌نام و با نام و مبلغ اسمی آن‌ها و در صورتی که ایجاد سهام ممتاز مورد نظر باشد تعیین تعداد و خصوصیات و امتیازات این گونه سهام
- تعیین مبلغ پرداخت شده هر سهم و نحوه مطالبه بقیه مبلغ اسمی هر سهم و مدتی که ظرف آن باید مطالبه شود که به هر حال از پنج سال متجاوز نخواهد بود.
- نحوه انتقال سهام با نام
- طریقه تبدیل سهام با نام به سهام بی‌نام و بالعکس.
- در صورت پیش‌بینی امکان صدور اوراق قرضه، ذکر شرایط و ترتیب آن
- شرایط و ترتیب افزایش و کاهش سرمایه شرکت
- مواقع و ترتیب دعوت مجامع عمومی
- مقررات راجع به حد نصاب لازم جهت تشکیل مجامع عمومی و ترتیب اداره آن‌ها.
- طریقه شور و اخذ رای و اکثریت لازم برای معتبر بودن تصمیمات مجامع عمومی
- تعداد مدیران و طرز انتخاب و مدت مأموریت آن‌ها و نحوه تعیین جانشین برای مدیرانی که فوت یا استعفاء می‌کنند یا محجور یا معزول یا به جهات قانونی ممنوع می‌گردند.
- تعیین وظایف و حدود اختیارات مدیران
- تعداد سهام تضمینی که مدیران باید به صندوق شرکت بسپارند.
- قید این که شرکت یک بازرس خواهد داشت یا بیشتر نحوه انتخاب و مدت مأموریت بازرس
- تعیین آغاز و پایان سال مالی شرکت و موعد تنظیم ترازنامه و حساب سود و زیان و تسلیم آن به بازرسان و به مجمع عمومی سالانه.
- نحوه انحلال اختیاری شرکت و ترتیب تصفیه امور آن
- نحوه تغییر اساسنامه